# وريد سري

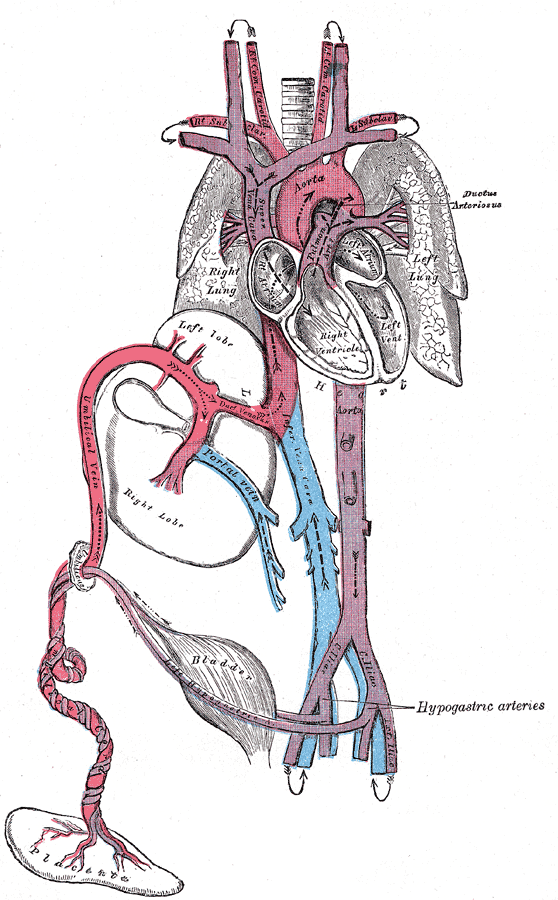
الدوران الجنيني, والوريد السري باللون الأحمر.

الوريد السري هو وريد يظهر خلال نمو الجنين إذ يكون أحد مكونات الحبل السري مع الشرايين السرية.يقوم الوريد السري بنقل الدم المؤكسد إلى جسم الجنين. ضغط الدم داخل الوريد السري يساوي 20 ملم زئبق.

## الدوران الدموي الجنيني
ينقل الوريد السري غير المقترن الأكسجين والدم الغني بالمغذيات الناتج عن التبادل الدموي بين الأم والجنين في الزغابات المشيمية. يجري أكثر من ثلثي الدوران الدموي الكبدي لدى الجنين عبر الوريد البابي الرئيسي، في حين يتحول الباقي من الوريد البابي الأيسر عبر القناة الوريدية إلى الوريد الأجوف السفلي، ويصل في النهاية إلى الأذين الأيمن للجنين.

## الانغلاق
يحدث انغلاق الوريد السري عادةً بعد انغلاق الشريانين السريين. يطيل هذا الأمر بقاء الاتصال بين المشيمة وقلب الجنين ويسمح بنوع من الانتقال الذاتي للدم المتبقي من المشيمة إلى الجنين.
خلال أسبوع من الولادة، يزول الوريد السري لدى حديث الولادة زوالًا تامًا ويُستبدل بحبل ليفي يدعى الرباط المدور للكبد. يمتد من السرة إلى الشق المعترض، حيث يتصل مع الرباط المنجلي للكبد ويفصل القطعة الرابعة عن القطعتين الثانية والثالثة في الفص الكبدي الأيسر.

## إعادة الاستقناء
قد ينفتح الرباط المدور مجددًا تحت الضغط الشديد ما يسمح بمرور الدم. قد تظهر إعادة الاستقناء بوضوح لدى المرضى المصابين بتشمع الكبد أو فرط ضغط الدم البابي. يعاني مرضى التشمع من نمو سريع لنسيج ندبي داخل الكبد وحوله، ويسد الأوعية المجاورة وظيفيًا أغلب الأحيان. يزيد انسداد الأوعية من مقاومتها ويؤدي بالتالي إلى ارتفاع الضغط. في ارتفاع ضغط الدم البابي، تتعرض الأوعية الدموية المحيطة بالكبد لارتفاع شاذ في ضغط الدم، ويكون هذا الارتفاع كبيرًا لدرجة أن قوة الدم الضاغطة على الرباط المدور كافية لإعادة استقناء البنية. يؤدي ذلك إلى حالة تُعرف باسم رأس الميدوزا.

## تركيب القثطرة
يبقى الوريد السري مفتوحًا لدى الوليد لمدة أسبوع على الأقل بعد الولادة. قد تُجرى قثطرة الوريد السري لإيصال المواد عن طريق الوريد. يمكن استخدامه موقعًا لنقل الدم المنتظم في حالات مثل كثرة الأرومات الحمر الجنينية أو مرض انحلال الدم. يؤمن أيضًا طريقًا لقياس الضغط الوريدي المركزي.